# Notandaspis oodnadattae
Notandaspis oodnadattae är en insektsart som beskrevs av Williams och Brookes 1995. Notandaspis oodnadattae ingår i släktet Notandaspis och familjen pansarsköldlöss. Inga underarter finns listade i Catalogue of Life.